# ميجر بوث
ميجر بوث (بالإنجليزية: Major Booth)‏ (10 ديسمبر 1886 - 1 يوليو 1916) هو لاعب كريكت بريطاني (وحمل سابقاً جنسية المملكة المتحدة لبريطانيا العظمى وأيرلندا). شارك مع منتخب إنجلترا للكريكت.

## وصلات خارجية
- ميجر بوث على موقع إي آس بي آن كريك إنفو (الإنجليزية)